# Nardodipace

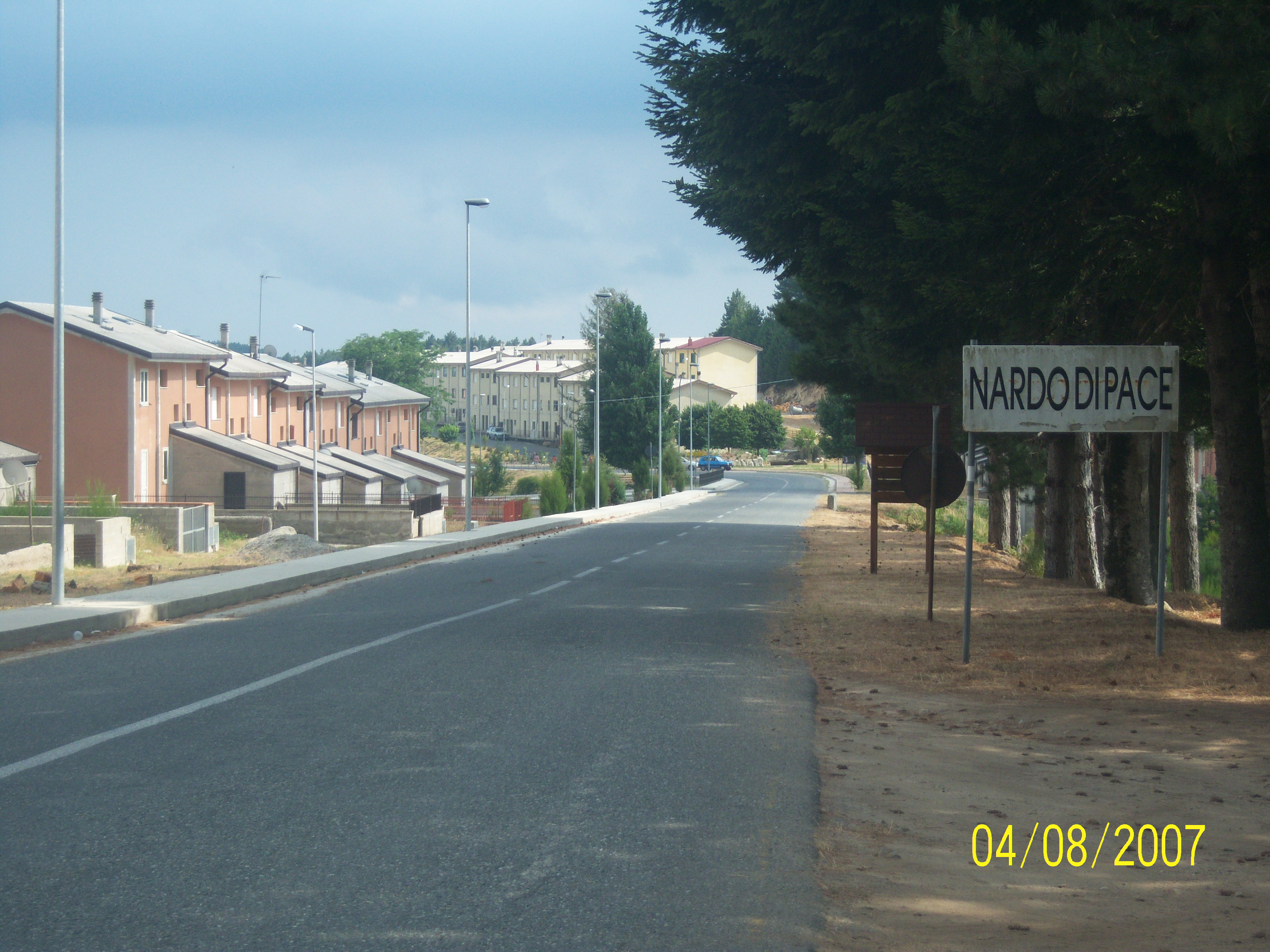
Nardodipace

Nardodipace là một đô thị ở tỉnh Vibo Valentia trong vùng Calabria, có cự ly khoảng 50 km về phía tây namcủa Catanzaro và khoảng 30 km về phía đông nam của Vibo Valentia. Tại thời điểm ngày 31 tháng 12 năm 2004, đô thị này có dân số 1.437 người và diện tích là 32,7 km².
Nardodipace giáp các đô thị: Caulonia, Fabrizia, Martone, Mongiana, Pazzano, Roccella Ionica, Stilo.

## Sister projects
Tư liệu liên quan tới Nardodipace tại Wikimedia Commons